# 奕勳
怡恪親王奕勳（1793年9月5日—1818年10月20日，乾隆五十八年七月三十日辰時—嘉慶二十三年九月二十一日辰時），正藍旗滿洲人，左翼近支宗室正藍旗第二族奕字輩，怡親王永琅之孫，綿標長子，第四任怡親王，諡恪。

## 生平
嘉慶四年（1799年）七月，襲封三等鎮國將軍。九月，祖父怡親王永琅薨；十二月十七日（1800年1月11日），奕勳襲封怡親王，次日命在上書房陪三阿哥綿愷讀書。
五年（1800年）二月，父親綿標因奕勳封王而追封怡親王。
十一年（1806年）五月，因三等奉國將軍徙義、貝勒綿律接受家人、屬員慫恿，私自發給民船投充執照以規避徭役，莊親王綿課、貝勒綿譽、額駙索特納木多布齋的屬下護衛也勾結涉案，奕勳屬下莊丁舒憪則偽造執照招騙船戶獲取贓款，奕勳因不知情且仍然年幼，免於重罰，但被免除上書房讀書、從寬罰俸一年。
十四年（1809年）六月，因查獲宗室王公將領得俸米在通州賣出，甚至將米票賣給奸商，囤積販賣，導致米不入城，市價大漲，兵丁食米不足再以高價向奸商購買，妨害生計，奕勳與鄭親王烏爾恭阿、禮親王昭槤、順承郡王倫柱、貝勒綿譽都在通州賣出米票，且奕勳否認、掩飾，遭處分降食郡王俸米十年。十一月，歲滿開始上朝。
十五年（1810年）三月，正藍旗滿洲都統恭阿拉題報奕勳已成年，補撰金冊。同月，嘉慶帝赴先農壇行耕耤禮，命奕勳、慶郡王永璘、榮郡王綿億推犁五次。五月，因雨水稀少，嘉慶帝諭令於黑龍潭設壇祈雨，派奕勳輪班齋戒行禮。九月，賞戴三眼花翎。
十六年（1811年）二月二十七日，奉派祭祀日壇，後因有事故改派肅親王永錫。
二十一年（1816年）二月初六日，宗人府奏派補進六班。
二十二年（1817年）三月，先農壇耕耤禮，奕勳、睿親王端恩、鄭親王烏爾恭阿各五推。
二十三年（1818年）三月，先農壇耕耤禮，奕勳、睿親王端恩、慶郡王永璘各五推。同月，嘉慶帝東巡盛京，命奕勳與其他宗室綿志、奕綸、奕紹、裕恩、載銓、奕經、禧恩、奕禮隨行前往盛京。八月，奉派前往已故科爾沁扎薩克達爾罕親王羅卜藏袞布墓賜奠。九月初四日，因病重，上諭賞假養病；二十一日，病逝於自盛京返回北京途中，年二十六歲。嘉慶帝派遣熱河都統松寧奠祭茶酒、賞銀二千兩治喪，由散秩大臣奕禮照料靈柩返京。諡恪。十月，靈柩進入山海關，上諭派山海關副都統富蘭致奠並照料啟程；同月被查出生子未照實呈報宗人府。
二十四年（1819年）二月，庶長子載坊襲封怡親王爵。

## 家庭及關聯
- 五世祖父：清聖祖（1654年—1722年）。
- 五世祖母：敬敏皇貴妃（？年—1699年）。
- 高祖父：怡賢親王允祥（1686年—1730年），封怡親王，官總理事務王大臣、管理戶部及宗人府事務、圓明園八旗內務府三旗護軍營掌印總統大臣、議政大臣。
- 高祖母：兆佳氏，尙書瑪爾漢之女，允祥嫡福晉。
- 曾祖父：怡僖親王弘曉（1722年—1778年），襲怡親王，官正白旗漢軍都統，管理理藩院事務。
- 曾祖母：石佳氏，石中玉之女，弘曉側福晉。
- 祖父：怡恭親王永琅（1746年—1799年），襲怡親王，官至總管內務府大臣、正黃旗滿洲都統、圓明園八旗內務府三旗護軍營掌印總統大臣、總管圓明園事務大臣。
- 祖母：瓜爾佳氏，前鋒參領德柱之女，永琅嫡福晉。

### 父母
- 父：綿標（1770年—1799年），封不入八分輔國公，官至正藍旗護軍統領、火器營總統大臣，追封怡親王。
- 嫡母：金佳氏，同知福德之女。追封嫡福晉。
- 生母：劉氏，劉善福之女，綿標妾。嘉慶二十一年（1816年）閏六月封親王側福晉。

### 兄弟
奕勳排行第一，有二弟。
- 奕輝（1794年—1856年），一名奕煇，庶母劉佳氏所生，官至鳳凰城守尉。娶穆爾察氏，蘇普棟阿之女、理藩院尚書正藍旗蒙古都統穆克登布孫女。
- 奕緒（1797年—1800年），庶母方氏所生，早卒，無嗣。

### 妻室
- 嫡福晉：鈕祜祿氏，四川總督和琳孫女、輕車都尉豐紳宜綿之女、宣宗成貴妃姊妹。
- 繼福晉：伊爾根覺羅氏，副都統西寧辦事大臣恆敬[23]之女。
- 妾：胡氏，勝恩之女。
- 妾：舒氏，舒彭斌之女。
- 妾：李佳氏（？年—1870年）[24]，豐盛額之女。
- 妾：王氏，王保住之女。

### 子嗣
奕勳育有七子、四女。
- 載坊（1816年—1821年），庶母舒氏所生，襲怡親王，早薨。
- 載垣（1816年—1861年），庶母李氏所生，襲怡親王，官至領侍衛內大臣、圓明園八旗內務府三旗護軍營掌印總統大臣、鑲紅旗滿洲都統、善撲營總統大臣，辛酉政變因罪革爵賜自盡。娶那拉氏，長蘆鹽政延豐之女，按察使福珠隆阿及宣宗和妃姊妹。
- 載坪（1817年—1841年），庶母胡氏所生，封三等輔國將軍，官散秩大臣。娶鈕祜祿氏，前鋒統領常喜（亦长喜）之女，即恭顺皇贵妃之胞侄女。
- 載圻（1817年—1869年），庶母舒氏所生，封三等輔國將軍，官官一等侍衛侍衛班領。娶沙濟富察氏，副都統阿克蘇辦事大臣誠端之女。
- 載增（1818年—1859年），庶母李氏所生，封三等輔國將軍，官至荊州左翼副都統。娶費莫氏道光二年文進士武英殿大學士文慶之女。
- 載堃（1818年—1853年），庶母胡氏所生，封三等輔國將軍。娶博爾濟吉特氏，一等侍衛多爾濟帕拉木之女。
- 載堪（1818年—1861年），庶母王氏所生，封三等輔國將軍，官至兵部侍郎、左翼前鋒統領。娶博羅特氏，一等誠勇公裕恒之女、和碩額駙散秩大臣德徽姊妹。
- 女一，許配土默特右翼旗貝勒銜二等台吉領侍衛內大臣德勒克色楞。[25]